# Direktoratet for nødkommunikasjon
Direktoratet for nødkommunikasjon var en norsk myndighet under Justisdepartementet.
Direktoratet for nødkommunikasjon bildades i januari 2007 för att ansvara för uppbyggnad och förvaltning av kommunikationsnätet Nødnett för så kallade blåljus-organisationer, det vill säga i första hand polis, brandkårer och ambulanssjukvård. En första etapp hade skett med ett försöksnät i 54 kommuner i det centrala Östlandet, vilket öppnades i augusti 2010. Stortinget beviljade i december 2006 medel för ett nät över hela Norge, vilken påbörjades i juni 2011 och planeras bli klart 2015.[uppföljning saknas] Nødnett är också tänkt att kunna användas av till exempel försvaret, civilförsvaret, kriminalvården och vissa frivilligorganisationer. 
Motorola Solutions är huvudentreprenör för nätet, vilken beräknas omfatta omkring 2.000 basstationer. Combitech har ett stort konsultuppdrag för uppbyggnaden.
Direktoratet for nødkommunikasjon låg i Oslo.
Direktoratet for nødkommunikasjon lades ned 2017, då dess uppgifter övertogs av Direktoratet for samfunnssikkerhet og beredskap.

## Ihopkoppling med RAKEL i Sverige
Ett projekt pågår sedan augusti 2012 mellan norska Direktoratet for nødkommunikasjon och svenska Myndigheten för samhällsskydd och beredskap (Nor-Swe ISI-project) för att möjliggöra användning av motsvarande nät över nationsgränsen för samverkan mellan användare i Sverige och Norge, vilket är tekniskt möjligt eftersom bägge baseras på samma tekniska standard. Det är planerat att börja fungera 2016.[uppföljning saknas]